# Suffrage Science award
Le Suffrage Science Award est un prix décerné aux femmes dans les domaines des sciences, de l'ingénierie et de l'informatique fondé en 2011, à l'occasion du 100e anniversaire de la Journée internationale de la femme par le MRC London Institute of Medical Sciences (LMS),,.

## Histoire
Il existe trois catégories de récompenses :
1. sciences de la vie
2. ingénierie et sciences physiques
3. mathématiques et informatique.

Le prix des sciences de la vie a été créé en 2011. Chaque année, sont récompensés 10 lauréats issus des filières recherche et un lauréat en communication. Le prix de l'ingénierie et des sciences physiques a été créé en 2013. Chaque année, il y a 12 lauréats dans des domaines couvrant la physique, la chimie et plus encore. Le prix des mathématiques et de l'informatique a été lancé le jour d'Ada Lovelace en 2016. Il y a chaque année 5 lauréats en mathématiques, 5 lauréats en informatique et 1 lauréat en communication scientifique et sensibilisation du public à la science.

## Lauréates

### 2021
Les lauréats en génie et sciences physiques sont  :

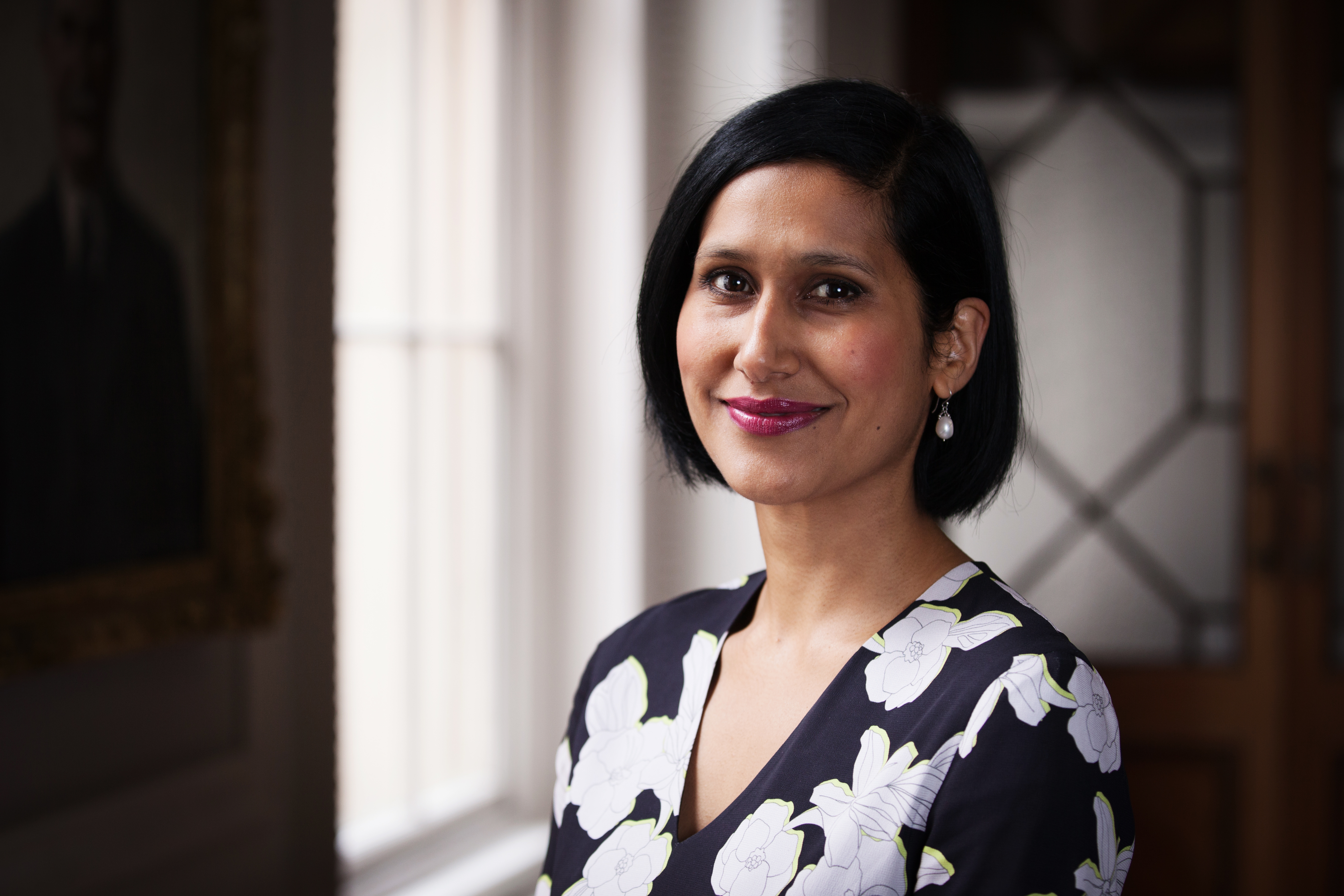
a remporté le prix en 2021

- Gaitee Hussain, Agence spatiale européenne, Pays-Bas
- Syma Khalid (en), Université de Southampton, Royaume-Uni
- Natalie Stingelin (en), Georgia Institute of Technology, États-Unis
- Ina van Berckelaer-Onnes (nl), Université de Leyde, Pays-Bas
- Hayaatun Sillem (en), Royal Academy of Engineering, Royaume-Uni
- Ruth Cameron (en), Université de Cambridge, Royaume-Uni
- Elin Röös, Université suédoise des sciences agricoles, Suède
- Maria Dolores Martín Bermudo, Centro Andaluz de Biología del Desarrollo, Espagne
- Samaya Nissanke (en), Université d'Amsterdam et Nikhef, Pays-Bas
- Gerjo van Osch, Centre médical universitaire Erasmus, Pays-Bas
- Valérie Orsat, Université McGill, Canada
- Mary Anti Chama, Université du Ghana, Ghana

### 2020

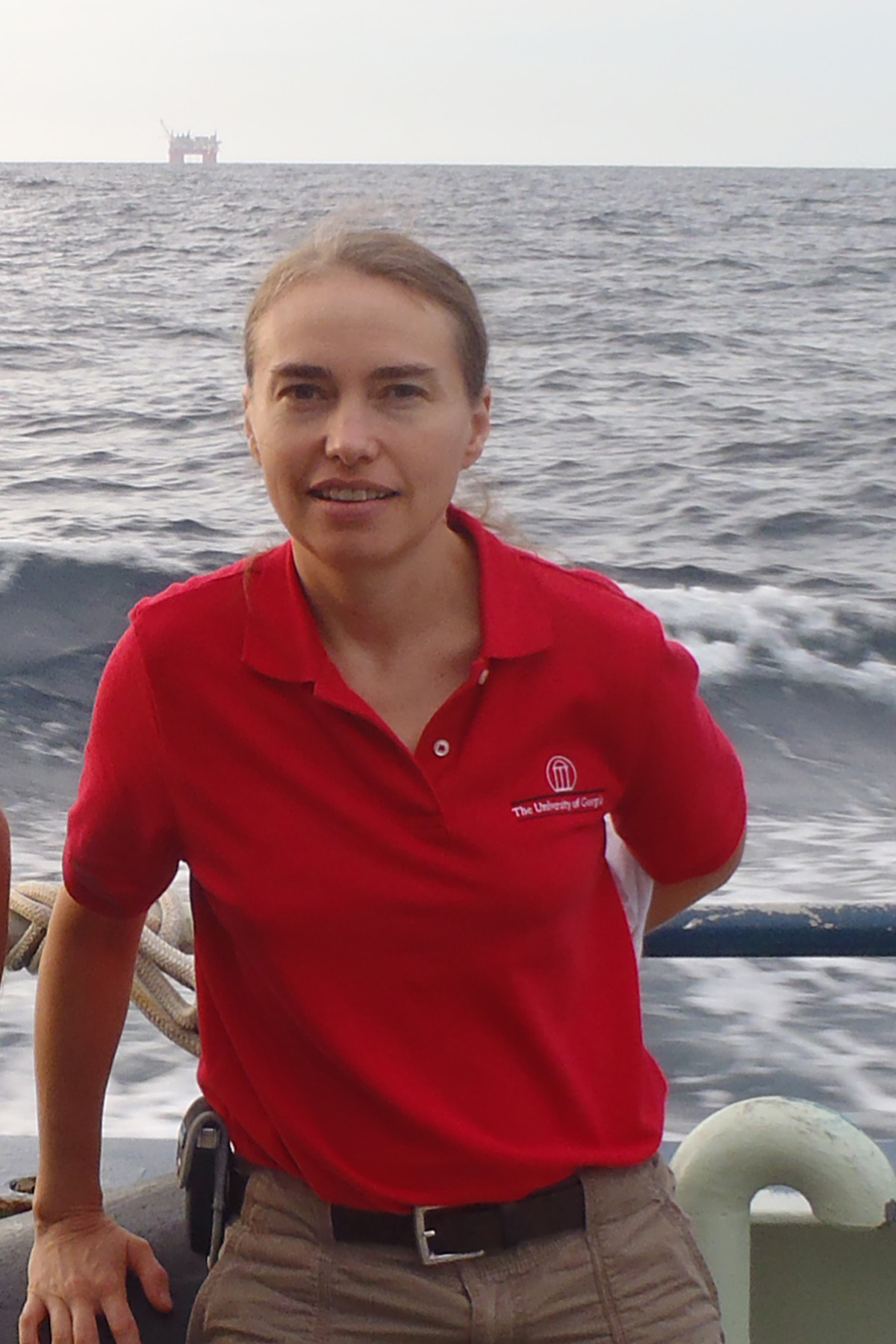
a remporté le prix en 2020

Les lauréats du prix Sciences de la vie ,
- Kelly Nguyen, Laboratoire de biologie moléculaire du MRC [10]
- Naomi Matsuura, Université de Toronto, Canada
- Elspeth Garman (en), Université d'Oxford, Royaume-Uni [11]
- Véronique Miron (en), Université d'Édimbourg, Royaume-Uni [12]
- Cécile Martinat, I-STEM, France [13]
- Zena Werb (en), Université de Californie, San Francisco, États-Unis [14]
- Samantha Joye (en), Université de Géorgie, États-Unis [15]
- Gisou van der Goot, EPFL Lausanne, Suisse
- Karalyn Patterson, Université de Cambridge, Royaume-Uni
- Laura Colgin, Université du Texas Austin, États-Unis
- Claudia Mazzà (en), Université de Sheffield, Royaume-Uni

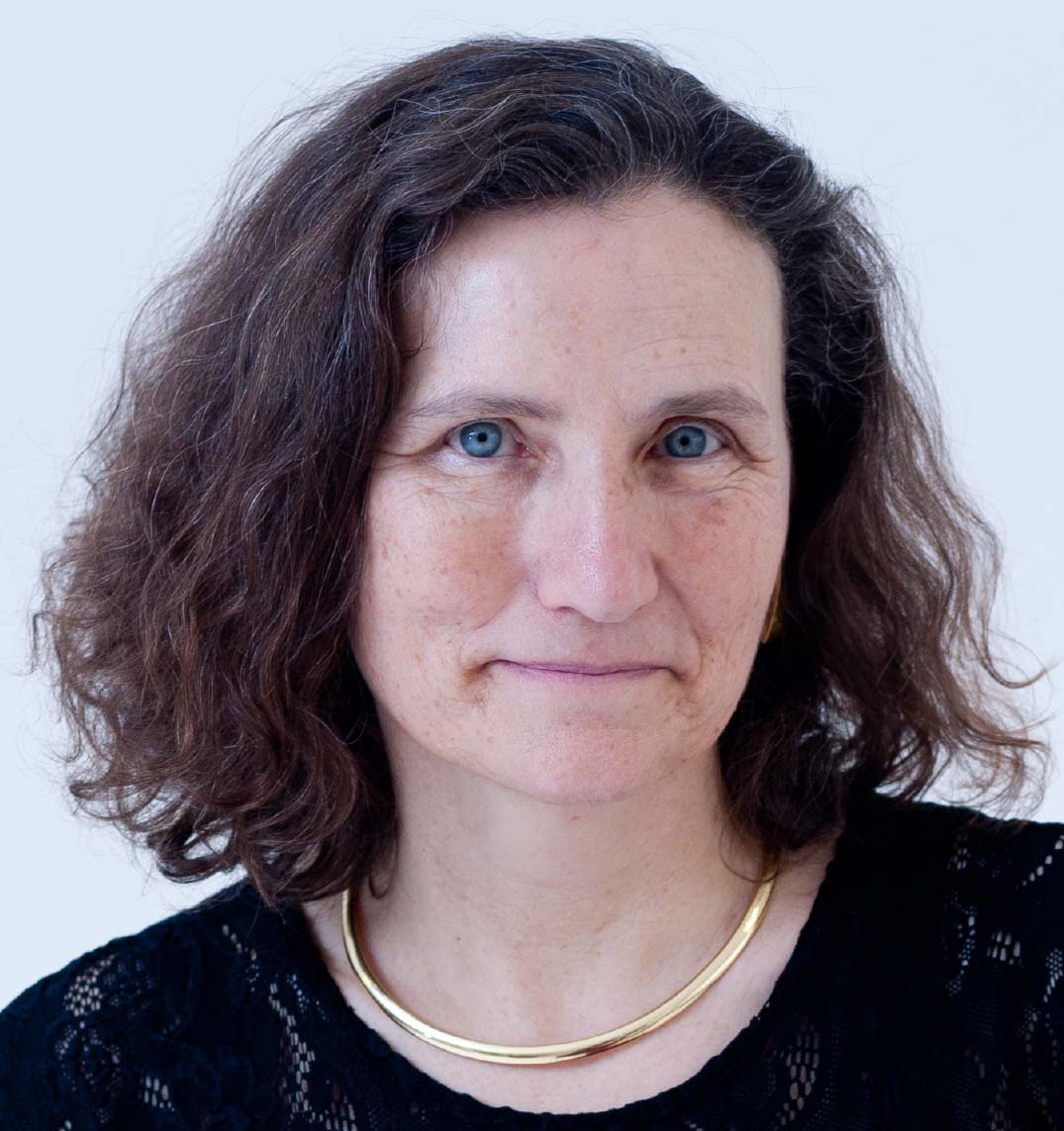
Wendy Mackay a remporté le prix en 2020.

Les lauréats des prix Mathématiques et Informatique sont :
- Rhian Daniel, Université de Cardiff
- Juhyun Park, Université de Lancaster, Royaume-Uni, et ENSIIE, France
- Apala Majumdar, Université de Strathclyde
- Bianca de Stavola, University College de Londres
- Sara Lombardo (en), Université de Loughborough
- Wendy Mackay, Inria, Paris-Saclay, France
- Yvonne Rogers (en), University College de Londres
- Alexandra Silva, University College de Londres [16]
- Nobuko Yoshida (en), Imperial College de Londres
- Susan Sentance[17] Fondation Raspberry Pi du King's College de Londres
- Anne-Marie Imafidon, STEMettes

### 2019
Ingénierie et sciences physiques 
- Moira Jardine (en) [19]
- Sarah Harris (en)
- Róisín Owens (en) [20]

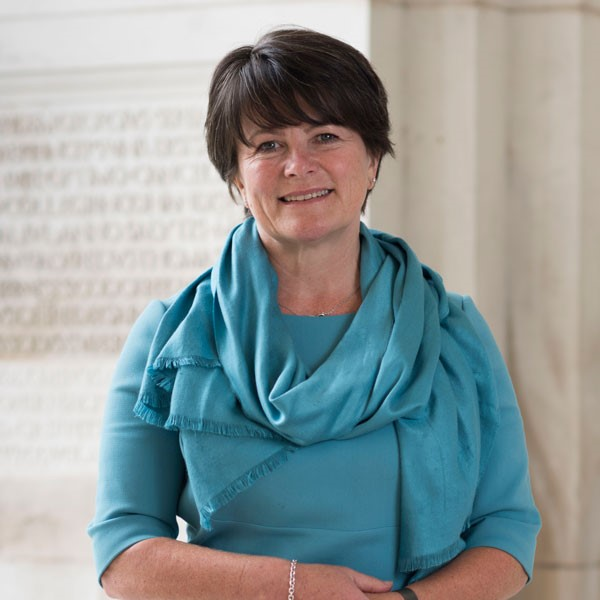
a remporté le prix en 2019.

- Tiny de Keuster, Université de Gand[21]
- Karen Holford (en)
- Serena Best (en) [22]
- Tara Garnett
- Isabelle Palacios
- Amina Helmi [23]
- Sue Kimber
- Marzieh Moosavi-Nasab
- Melinda Duer (en)

### 2018

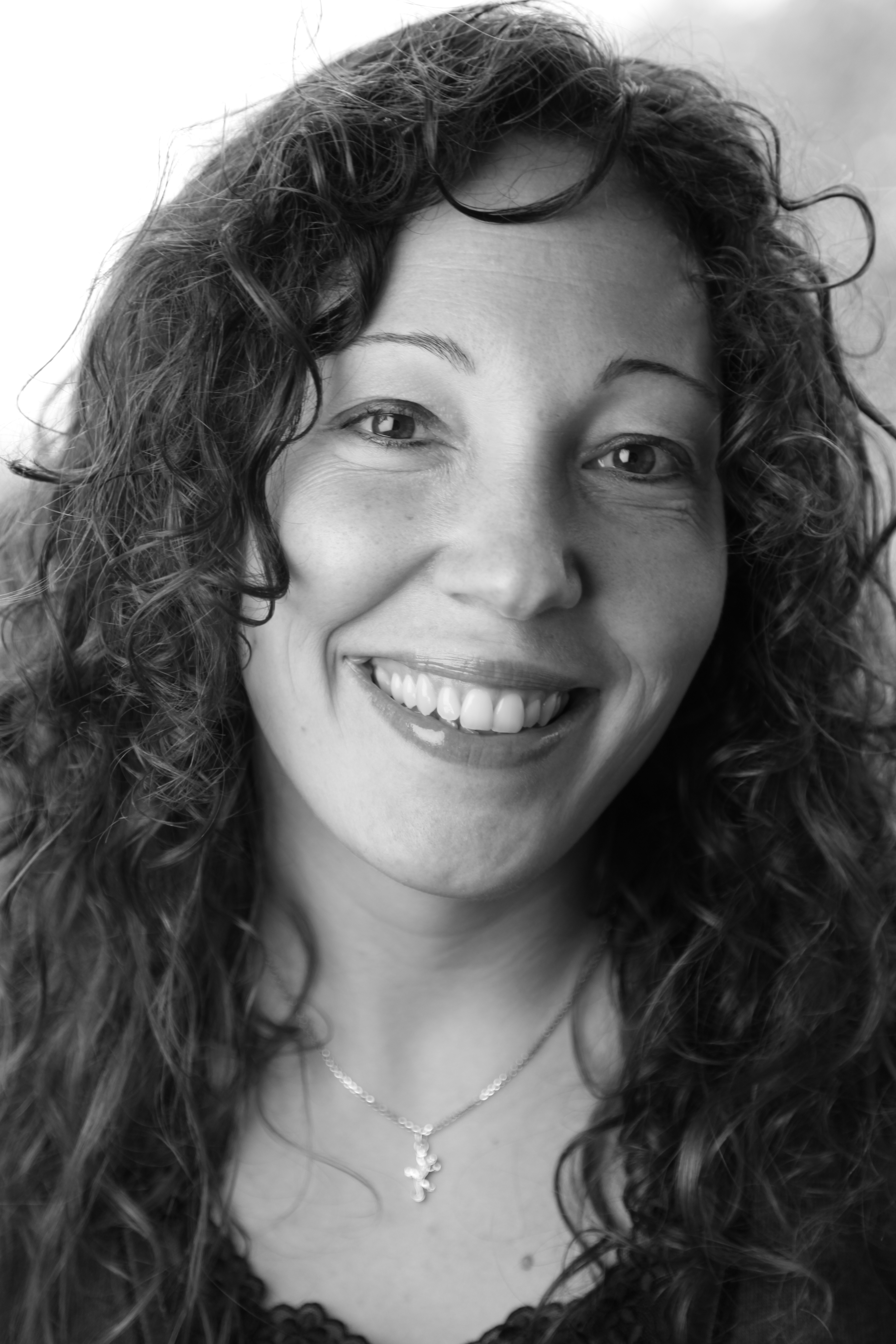
Nina Snaith a remporté le prix en 2018.

Sciences de la vie:
- Cathy J. Price (en)
- Rebecca Voorhees
- Claire Rougeulle
- Denise Head
- Jennifer L. Martin (en)
- Anna Wu
- Mikala Egeblad
- Irene Miguel-Aliaga (en)
- Anat Mirelman
- Elizabeth Bradbury [24],[25]
- Susan M. Gaines (en)

Mathématiques et informatique 
- Ruth Keogh
- Tereza Neocleous
- Nina Snaith[27]
- Daniela De Angelis (en)
- Eugenie Hunsicker (en)
- Sally Fincher (en)
- Julie McCann (en)
- Jane Hillston (en)
- Ursule Martin (en)
- Hannah Dee (en)
- Vicky Neale (en)

### 2017

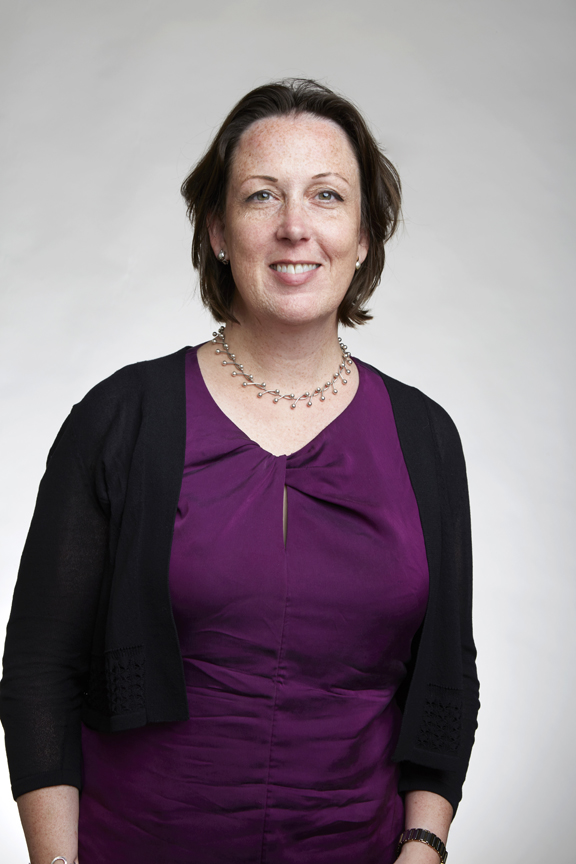
Sheila Rowan a remporté le prix en 2017.

Ingénierie
- Lyndsay Fletcher (en)[28]
- Sarah Staniland[28]
- Rylie Green [28]
- Kerstin Meints (en) [28]
- Sheila Rowan [29]
- Cathy Holt [28]
- Sabine Gabrysch[28]
- Marta Vicente Crespo [28]
- Mariileen Dogterom (en) [28]
- Sheila MacNeil (en) [28]
- Zohreh Azimifar [28]
- Sharon Ashbrook (en) [28]

### 2016

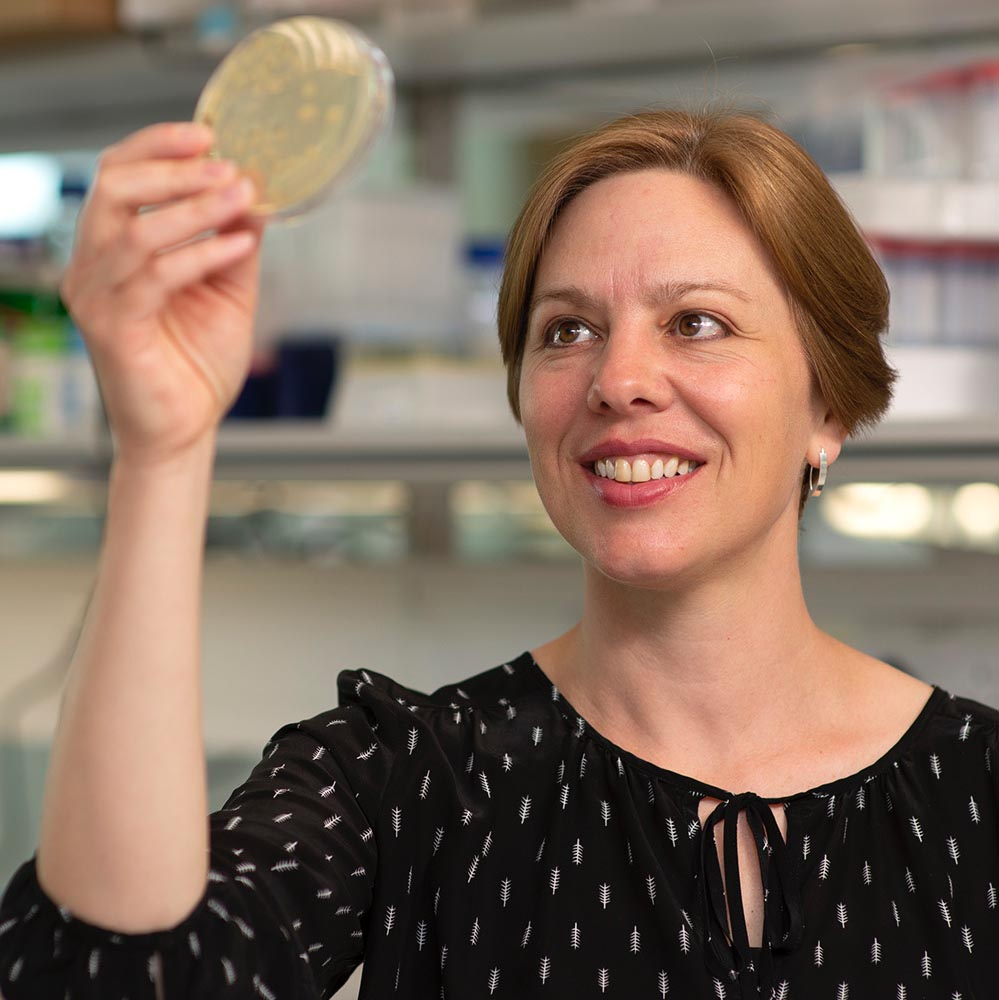
a remporté le prix en 2016.

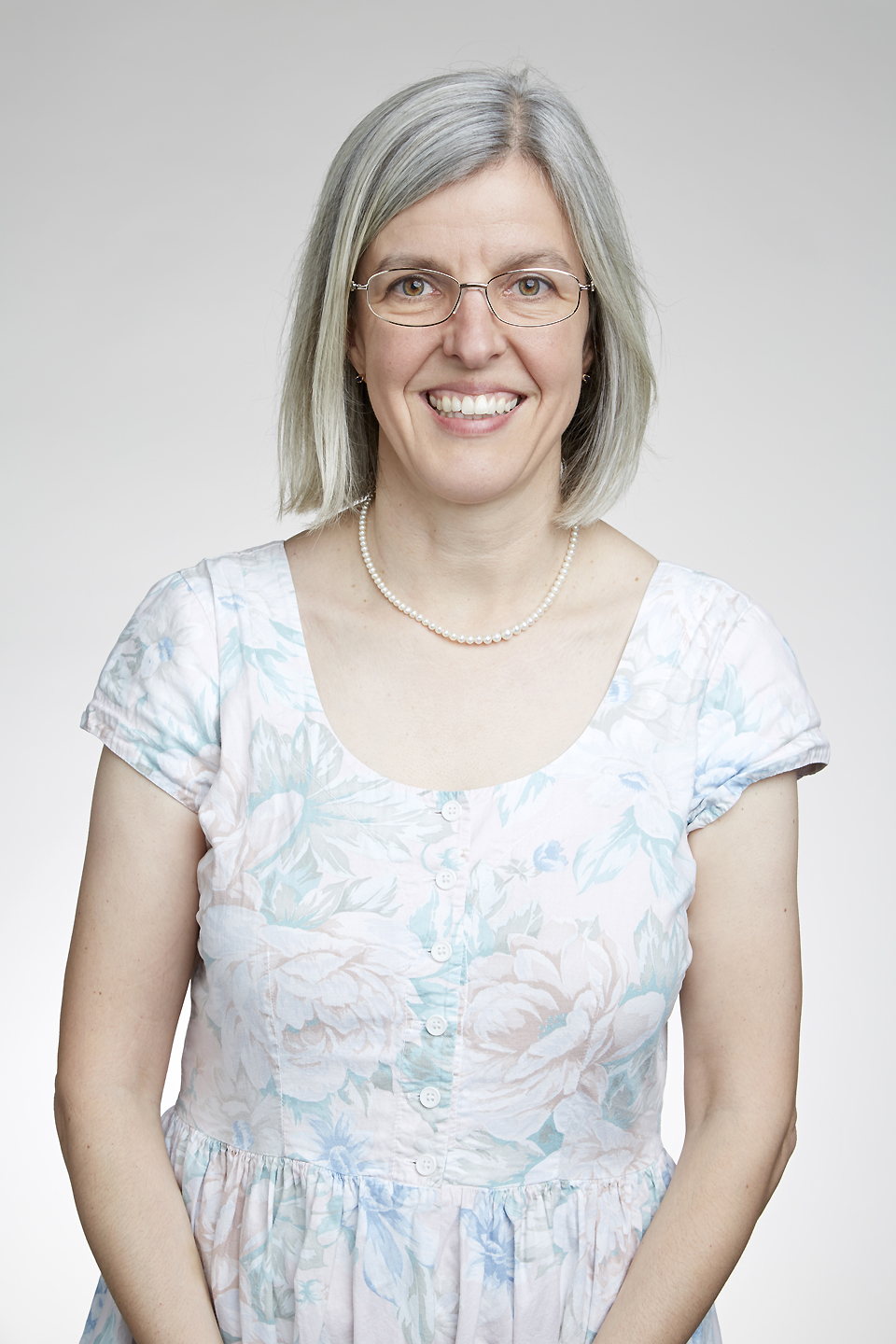
Christl Donnelly a remporté le prix en 2016.

Sciences de la vie:
- Kia Nobre (en)
- Lori Passmore (en)
- Déborah Bourc'his
- Uraina Clark (en)
- Michelle James
- Marja Jäätelä
- Corinne Houart (en)
- Sally John
- Catherina Becker (en)
- Pippa Goldschmidt (en) [30]

Mathématiques et informatique :
- Christl Donnelly [31]
- Jane Hutton (en) [31]
- Frances Kirwan [31]
- Sylvia Richardson [31]
- Gwyneth Stallard [31]
- Ann Blandford (en) [31]
- Muffy Calder (en) [31]
- Leslie Ann Goldberg (en) [31]
- Wendy Hall [31]
- Carron Shankland [31]
- Celia Hoyles[31]
- Shafi Goldwasser [31]
- Marta Kwiatkowska [31]
- Emma McCoy [31]

### 2015
- Lucie Green[32]
- Lorna Dougan[32]
- Anne Vanhoestenberghe[32]
- Susan Condor, Loughborough [32]
- Anne Neville [33]
- Ruth Wilcox, Leeds [32]

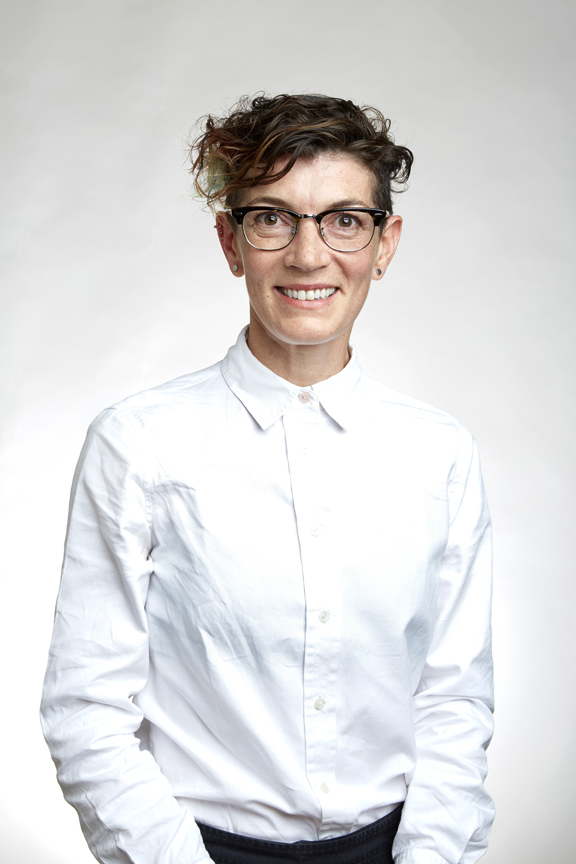
Polly Arnold a remporté le prix en 2015.

- Anna Goodman, London School of Hygiene & Tropical Medicine (LSHTM) [32]
- Silvia Muñoz-Descalzo, Université de Bath [32]
- Patricia Bassereau, Institut Curie [32]
- Alicia El Haj (en) [32]
- Tamsin Edwards (en) [32]
- Polly Arnold [32]

### 2014

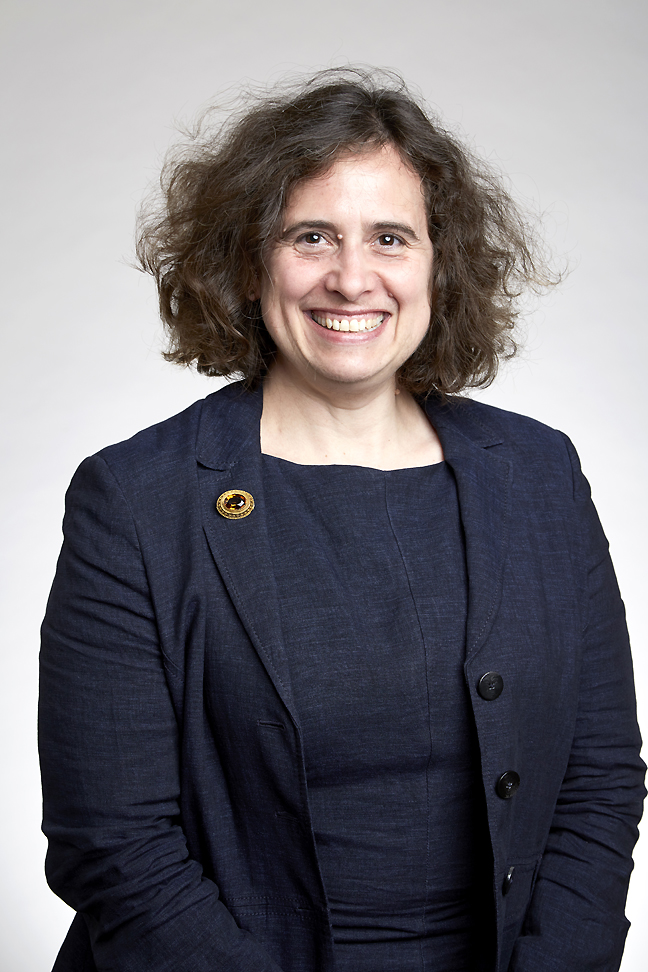
Anne Ferguson-Smith a remporté le prix en 2014.

- Irene Tracey (en)
- Shannon Au
- Anne Ferguson Smith (en) [30]
- Xiaomeng Xu
- Jane Endicott (en)
- Sarah Bohndiek (en) [34]
- Anja Groth
- Kate Storey (en)
- Eleftheria Zeggini (en)
- Lynda Erskine
- Jennifer Rohn (en) [35]

### 2013

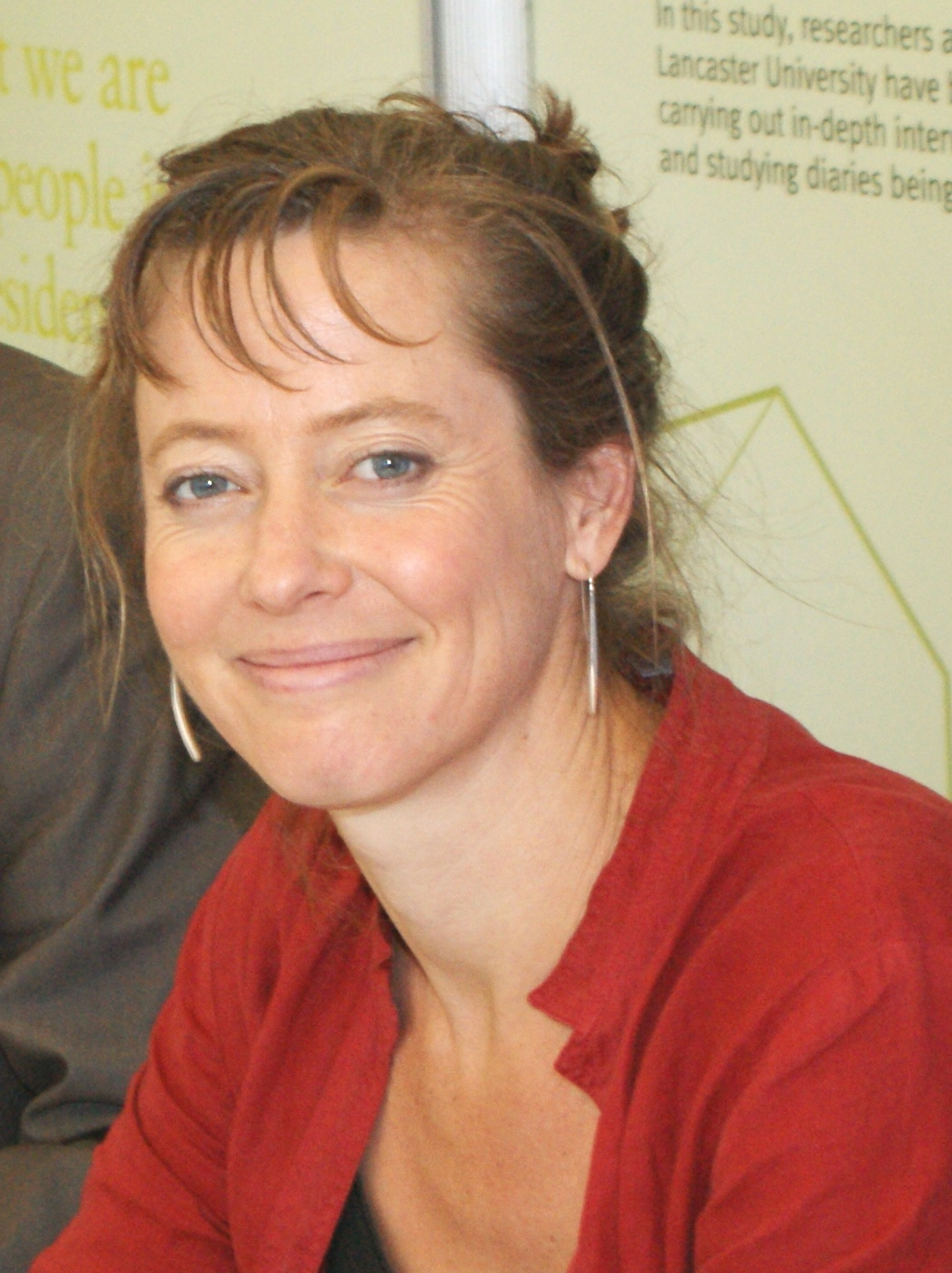
Kathy Sykes a remporté le prix en 2013.

- Julia Higgins [36]
- Molly Stevens (en) [36]
- Lesley Yellowlee (en) [36]
- Eileen Ingham (en) [36]
- Jennifer Nichols [36]
- Sally Macintyre (en) [36]
- Susan Gathercole (en) [36]
- Claire Elwell (en) [36]
- Petra Schwille [36]
- Maggie Aderin-Pocock [36]
- Kathy Sykes (en) [36]

### 2012

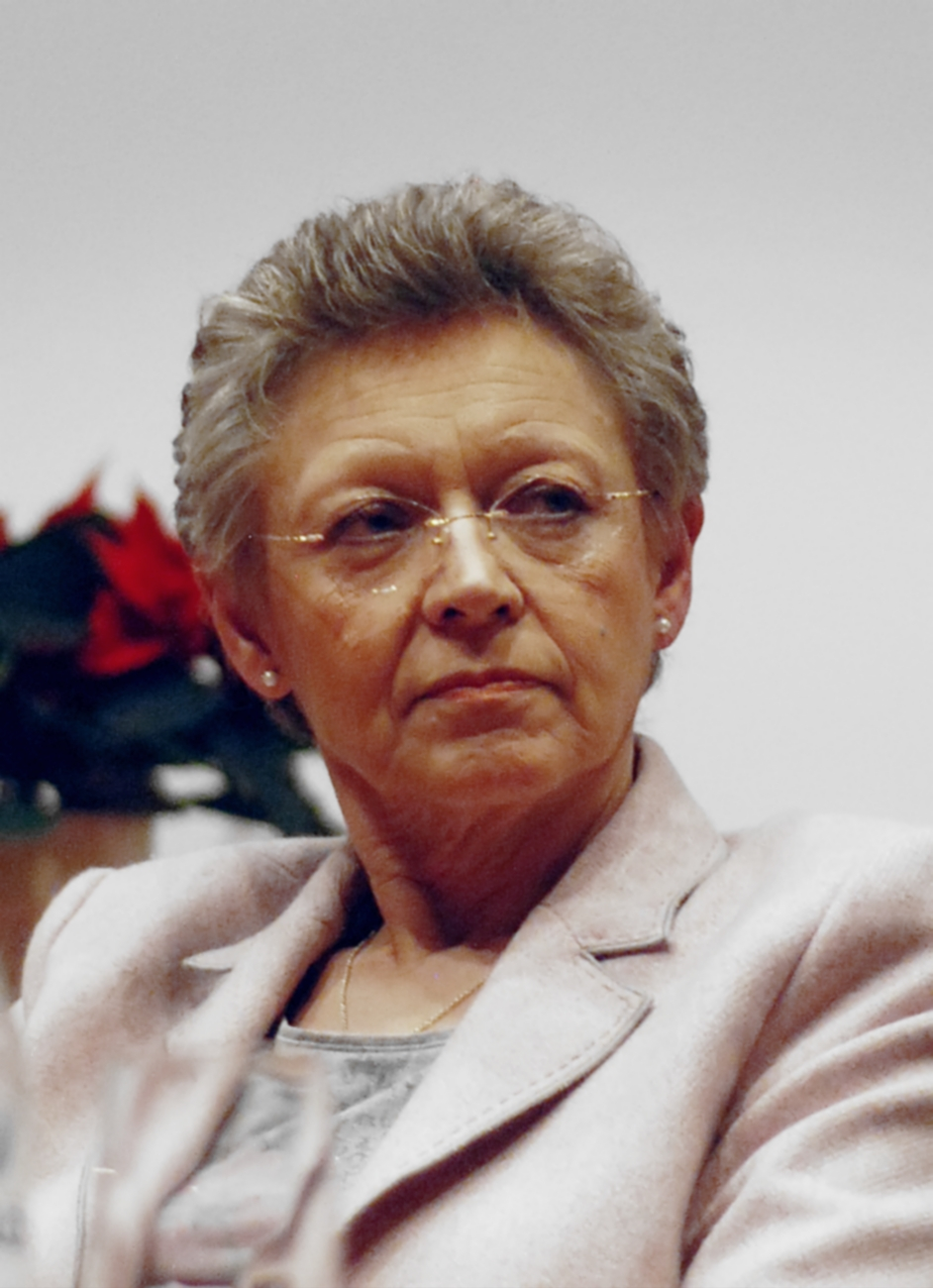
Françoise Barré-Sinoussi a remporté le prix en 2012.

- Emily Holmes
- Tracey Barett [30]
- Nicole Soranzo (en) [30]
- Bianca Acevedo [30]
- Françoise Barré-Sinoussi [30]
- Elizabeth Murchison [30]
- Edith Heard [30]
- Marysia Placzek (en) [30]
- Sarah Teichmann [30]
- Christiana Ruhrberg (en) [30]
- Georgina Ferry [30]

### 2011

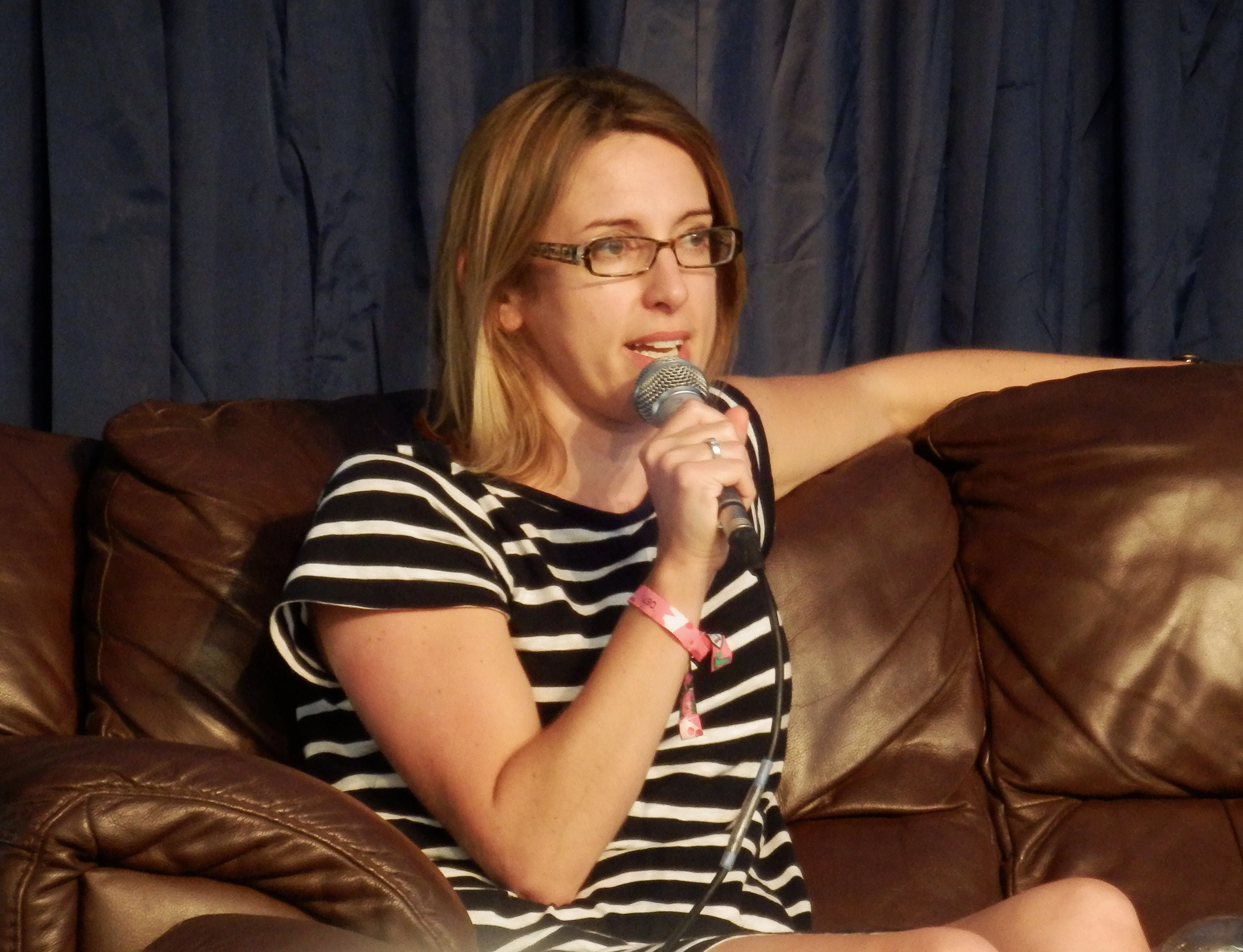
Sarah-Jayne Blakemore a remporté le prix en 2011.

- Sarah-Jayne Blakemore [30]
- Mary Collins (en) [30]
- Sally Davies [30]
- Helen Fisher [30]
- Vivienne Parry (en) [30]
- Sohaila Rastan [37]
- Elizabeth Robertson [30]
- Janet Thornton [30]
- Fiona Watt [30]
- Brenda Maddox (en) [30]